# Municipio de Sullivan (Míchigan)
El municipio de Sullivan (en inglés: Sullivan Township) es un municipio ubicado en el condado de Muskegon en el estado estadounidense de Míchigan. En el año 2010 tenía una población de 2441 habitantes y una densidad poblacional de 39,09 personas por km².

## Geografía
El municipio de Sullivan se encuentra ubicado en las coordenadas 43°9′55″N 86°4′56″O / 43.16528, -86.08222. Según la Oficina del Censo de los Estados Unidos, el municipio tiene una superficie total de 62.44 km², de la cual 62.37 km² corresponden a tierra firme y (0.1%) 0.06 km² es agua.

## Demografía
Según el censo de 2010, había 2441 personas residiendo en el municipio de Sullivan. La densidad de población era de 39,09 hab./km². De los 2441 habitantes, el municipio de Sullivan estaba compuesto por el 96.85% blancos, el 0.61% eran afroamericanos, el 0.37% eran amerindios, el 0.25% eran asiáticos, el 0.04% eran isleños del Pacífico, el 0.61% eran de otras razas y el 1.27% pertenecían a dos o más razas. Del total de la población el 2.05% eran hispanos o latinos de cualquier raza.